# Die Lederstrumpferzählungen
Die Lederstrumpferzählungen, französischer Titel: La Légende de Bas-de-Cuir, ist ein ZDF-Abenteuervierteiler aus dem Jahr 1969 mit Hellmut Lange in der Hauptrolle. Die Verfilmung ist an die Lederstrumpf-Romanserie von James Fenimore Cooper angelehnt, hält sich jedoch nicht an die Romanvorlagen. Drehort war Rumänien.

## Handlung

### Teil 1: Der Wildtöter
Im 18. Jahrhundert in den englischen Kolonien Nordamerikas: Der Abenteurer Nathaniel „Nat“ Bumppo (= Wildtöter, Falkenauge, Lederstrumpf) dringt entgegen der Warnung eines entgegenkommenden Siedlerpaares ins Indianerland ein, wo er einen befreundeten Bauern besuchen will. Dessen Hof findet er verlassen von seinem Freund, jedoch besetzt von Indianern vor. Er folgt ihrer Aufforderung, dem Sterben eines alten Häuptlings beizuwohnen und sie in ihr Lager zu begleiten. Dort, bei den Mohikanern, schließt er Blutsbrüderschaft mit Chingachgook. Wenig später wird die diesem versprochene Frau, Wah-Ta-Wah, von feindlichen Indianern, den Mingos, verschleppt. Die beiden Freunde beschließen, auf getrennten Wegen in deren Lager vorzudringen, um sie zu befreien. Nat trifft dabei auf den Waldläufer Harry March und später auf dessen Freund Tom Hutter. Hutter bewohnt mit seinen Töchtern Judith und Hetty einen Pfahlbau auf dem Glimmersee. Hutter und March geraten im weiteren Verlauf ebenfalls in die Hand der Mingos. Nathaniel kauft die beiden frei, Wah-Ta-Wah erhält er dabei als Dreingabe. Bei einem Schusswechsel unmittelbar nach den Verhandlungen kommt Hetty, die zuvor bereits auf eigene Faust im feindlichen Lager für die Gefangenen interveniert hat, ums Leben. Nach diesem Zwischenfall liegen die Dinge wieder anders. Während die indianische Frau selbst fliehen kann, gerät statt ihrer Nat in die Fänge der Mingos, aus denen er von Chingachgook befreit wird.

### Teil 2: Der letzte Mohikaner
Chingachgook hat einen Sohn, Uncas, der etwa 18 Jahre alt ist. Die Mutter, Wah-ta-Wah, war kurz nach der Geburt in einem harten Winter ums Leben gekommen. Nat hatte bei seinem Eintreffen nur noch Chingachgook und den Säugling retten können. Die drei stehen den beiden Töchtern des Fort-Kommandanten Oberst Munroe, Alice und Cora, auf dem Weg zu ihrem Vater bei. Ihr Pfadfinder, der Huronenhäuptling Magua, war vom Oberst wegen im Rausch verübter Brandstiftung bestraft und unehrenhaft aus dem Dienst als Indianerscout entlassen worden. Er wollte die Gesellschaft nun in eine Falle führen, um sich zu rächen, doch Nat und die Mohikaner übernehmen die Führung, während Magua flieht. Später machen die unter Nahrungsknappheit leidenden Delawaren und Huronen gemeinsame Sache, nachdem zu Beginn Munroe den Hilfe suchenden Delawaren Unterstützung verwehrt hatte. Fort William Henry wird zerstört und alle Soldaten werden getötet, darunter auch Oberst Munroe und Major Heyward, der Verlobte von Alice Munroe. Zum Schluss werden Cora und Uncas von Magua sowie anschließend Magua von Nat getötet.
Chingachgook ist damit der letzte Mohikaner.

### Teil 3: Das Fort am Biberfluss
Lederstrumpf und sein Freund Chingachgook leben von der Hirschjagd. Lederstrumpf hält die Schonzeit nicht ein. Das ist gegen das Gesetz. Der Sheriff sperrt Lederstrumpf ein – Chingachgook befreit ihn. Jetzt sind sie vogelfrei.
Sie fliehen Richtung Westen und treffen in Fort Henry ein. Dort begegnen sie Major Dunham, dem Befehlshabenden und Bekannten Nats, sowie Leutnant Jasper und Captain Muir, die um die Gunst des Majores Tochter Mabel konkurrieren. Muir hat den benachbarten Sioux-Indianern geheime Informationen über das Fort übermittelt. Auch hat er der in Sicherheit gebrachten Mabel eine gefälschte Botschaft zukommen lassen, wonach sie das Fort wieder aufsuchen solle. Auf dem Rückweg dorthin haben Nat und Chingachgook sie vor einem Sioux-Überfall gerettet. Die Sioux beabsichtigen einen Überfall auf das Fort und locken die Weißen durch eine List heraus, um es zu schwächen. Im Kampf gegen die Indianer fällt Major Dunham. Zum Schluss wird der Verräter enttarnt und getötet.

### Teil 4: Die Prärie
Nat übernimmt auf Bitten von Siedlerchef Miles Forman die Leitung von dessen Treck nach Michilimackinac. Chingachgook begleitet ihn dabei. Zu den Siedlern gehört auch eine kriminelle Vereinigung, die aus der Familie Bush mit ihren sieben Söhnen besteht. Nach einigen Tagen Fahrt begegnet der Wagenzug dem Indianerstamm der Pawnees, dessen Häuptling Weucha Nat bekannt ist und von dem die Siedler freundlich empfangen werden. Nach der Weiterfahrt scheren die männlichen Bushs aus, um scheinbar zu jagen, in Wahrheit aber den anrainenden Sioux-Indianern ein Waffenarsenal zu verkaufen, das sie vor der Abreise in einem Fort entwendet hatten. Auf dem Rückweg zum Treck müssen sie jedoch noch ein Alibi-Wild erlegen, wobei sie von Pawnees überrascht werden, die es auf dieselbe Beute abgesehen haben. Im folgenden Zweikampf mit einem Indianer wird einer der Bush-Söhne von dessen Stammesgenossen erschossen. Der Bogenschütze wird bereits vor Ort getötet, der Gegner des getöteten Bruders Bush soll im Lager der Weißen gelyncht werden. Chingachgook jedoch durchtrennt den Strick mit einer Gewehrkugel. Später hetzt Familienoberhaupt Ismael Bush die friedlich nebeneinander lebenden Pawnees und Sioux gegeneinander auf, indem er einen Sioux töten lässt und den Verdacht auf die Pawnees lenkt. Daraufhin greifen die Sioux das Dorf der Pawnees an und verwüsten es. Im weiteren Verlauf kommen die Bushs im Kampf mit Indianern gewaltsam um. Chingachgook tötet den Sioux-Häuptling Matureh im Zweikampf.

## Synchronisation
Die Angaben zu den deutschen Synchronsprechern entstammen der synchrondatenbank.de.
| Rolle                    | Darsteller                          | Synchronsprecher       |
| ------------------------ | ----------------------------------- | ---------------------- |
| Nat Bumppo, Lederstrumpf | Hellmut Lange                       | Hellmut Lange          |
| Chingachgook             | Pierre Massimi                      | Norbert Gastell        |
| Harry March              | Patrick Peuvion                     | Klaus Kindler          |
| Tom Hutter               | Charles Moulin                      | Erik Jelde             |
| Gespaltene Eiche         | Colea Rautu                         | Gernot Duda            |
| Kawano                   | G. Florin                           | Gernot Duda            |
| Tamenund                 | Marc Cottel                         | Leo Bardischewski      |
| Oberst Munroe            | Otto Ambros                         | Ernst Fritz Fürbringer |
| Magua                    | Ali Raffi                           | Tommi Piper            |
| Mathoree                 | Ion Dichiseanu                      | Tommi Piper            |
| Unkas                    | David Alexandru                     | Manfred Seipold        |
| Pfeilspitze              | Szabolcs Czach (i.e. Szabolcs Cseh) | Manfred Seipold        |
| Cora Munroe              | Loumi Jacobesco                     | Rose-Marie Kirstein    |
| Alice Munro              | Sylvie Maas-Lebot                   | Heidi Treutler         |
| Major Duncan Heyward     | Jacques Brunet                      | Christian Wolff        |
| Sheriff Doolittle        | N.N.                                | Horst Naumann          |
| Richter Temple           | N.N.                                | Anton Reimer           |
| Lieutenant Jasper        | Christian Duroc                     | Eckart Dux             |
| Major Dunham             | Daniel Crohem                       | Hans Korte             |
| Ismael Bush              | George Demetru                      | Wolfgang Lukschy       |
| Weucha                   | J.P. Compain                        | Thomas Braut           |
| Esther Bush              | Victoria Medea                      | Tilli Breidenbach      |
| Paul Hover               | Robert Benoit                       | Elmar Wepper           |
| Judith Hutter            | Sophie Agacinski                    | Kathrin Ackermann      |

## Sonstiges
Zu dem Fernsehvierteiler und seiner Produktion äußerte sich Hauptdarsteller Lange:

„‚Lederstrumpf‘ war eine abenteuerlich schöne Produktion, die Kostüme und die Kulisse waren von den rumänischen Co-Produzenten mit großer Sorgfalt und Detailtreue angefertigt worden. Aber ich möchte die vier Drehmonate nicht nochmal mitmachen. Wir haben zum Teil bei 15 Grad Minus gedreht. Wenn der Produzent zum Set-Besuch gekommen wäre, hätten ihn die Darsteller gelyncht.“

Beim Dreh der Fernsehserie kamen auch Schusswaffen zum Einsatz, wie Perkussionsgewehre oder Hinterlader, die im 18. Jahrhundert noch nicht erfunden waren.
Der deutsche Herstellungsleiter des Vierteilers, Walter Ulbrich, verwendete für die Musikuntermalung auch Teile aus der Filmmusik zu Die Schatzinsel (1966), komponiert von Jan Hanuš und Luboš Sluka, die er ebenfalls in dem Abenteuervierteiler Tom Sawyers und Huckleberry Finns Abenteuer (1968) wiederverwertete.
Walter Ulbrich übernahm von den Lederstrumpf-Romanen den ersten Band Der Wildtöter und den zweiten Der letzte Mohikaner, ebenso den fünften Band Die Prärie; die Romane 3 und 4 (Der Pfadfinder und Die Ansiedler) fasste er zum dritten Teil Das Fort am Biberfluss zusammen.

## Medien
Filmmusik
- Abenteuer-Klassiker – Originalmusik aus den legendären TV-Vierteilern, 2 CDs, BSC Music/Cine Soundz Prudence 398.6619.2 (Deutschland 2001)

DVD & Blu-ray
- Die Lederstrumpf Erzählungen (2 DVDs), Concorde Home Entertainment 2006
- Die Lederstrumpf-Erzählungen (2 Blu-rays), Concorde Home Entertainment 2016

ZDF-Mediathek
- Die Lederstrumpf Erzählungen seit 2023 abrufbar

Literatur
- James F. Cooper: Der Lederstrumpf in zwei Bänden (Originaltitel: Leatherstocking Tales). Der Ausgabe liegt die zeitgenössische Übersetzung der von Christian August Fischer von 1826 bis 1859 herausgegebenen Sämtlichen Werke zugrunde. Mit Illustrationen nach Steinzeichnungen von Max Slevogt. Ellermann, München 1992, zwei Bände (361 und 420 S.) in Kassette, ISBN 3-7707-6332-7.
- Oliver Kellner & Ulf Marek: Seewolf & Co. – Die großen Abenteuer-Vierteiler des ZDF, Schwarzkopf und Schwarzkopf, ISBN 3-89602-632-1